# Kissenverzerrung

Kissenverzerrung

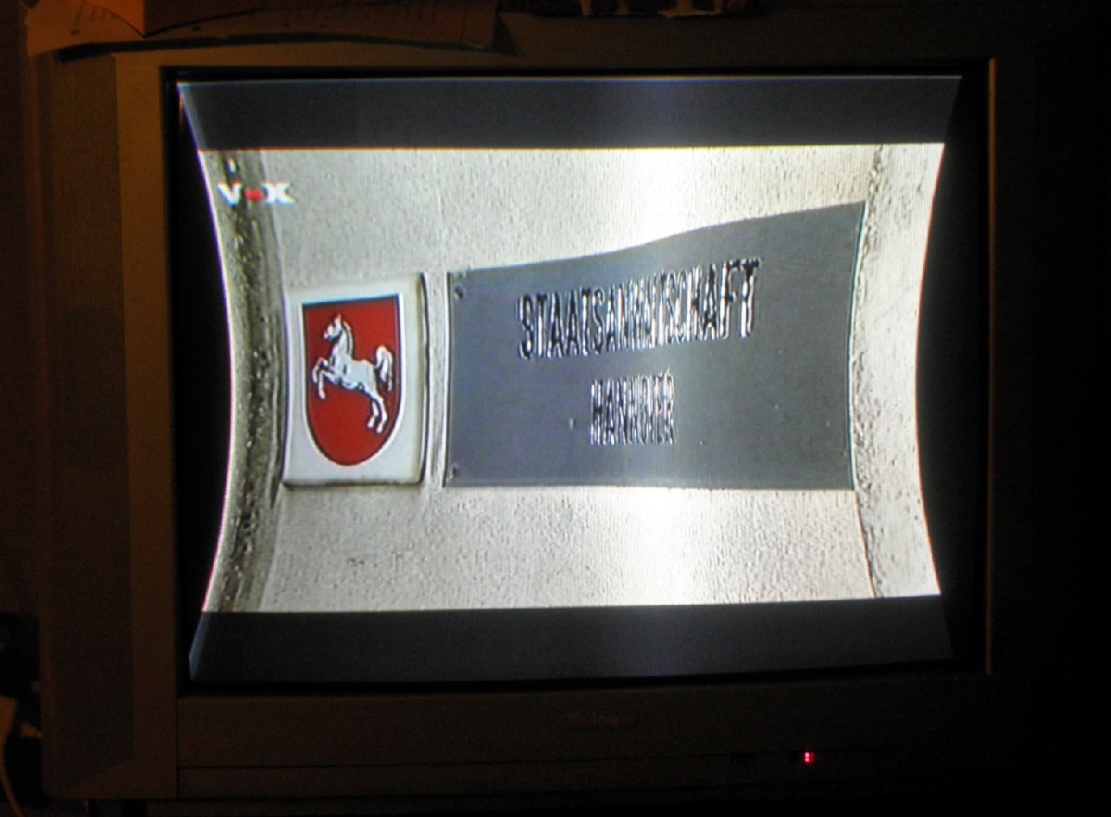
Kissenverzerrung bei einem defekten Fernseher

Die Kissenverzerrung ist eine Verfälschung der Bildgeometrie der Bildröhre eines Computermonitors oder Fernsehers, die daran zu erkennen ist, dass ein Rechteck eine Zipfelbildung an den Ecken aufweist, das wie ein (namensgebendes) Kissen aussieht.
Auch bei Kameraobjektiven, insbesondere bei Teleobjektiven, spricht man von Kissenverzerrung. Man erkennt sie daran, dass gerade Linien am Rand des Fotos gekrümmt erscheinen. Eine tonnenförmige Verzeichnung tritt hingegen bei Weitwinkelobjektiven auf.

## Entstehung
Kissenverzerrungen entstehen, weil der Strahlweg auf Grund des flach gewölbten Bildschirmes an den Rändern länger ist als in der Mitte.

## Behebung
Bei Schwarz/Weiß-Röhren lassen sich diese Verzerrungen durch Korrekturmagnete ausgleichen, welche an der Ablenkeinheit angebracht sind.
Bei Farbbildröhren ist dies nicht mehr möglich. Daher benötigt man dort die Ost-West-Korrektur (Horizontalkorrektur), um die seitlichen Verzerrungen auszugleichen und die Nord-Süd-Korrektur (Vertikalkorrektur) für die Verzerrungen oben und unten.
Da die elektromagnetische Nord-Süd-Korrektur sehr aufwändig ist, wird die Ablenkeinheit so gestaltet und bewickelt, dass die Kissenzipfel in die Horizontale gedrückt werden; ganz vermeiden lassen sich die Zipfel nicht.
Daher ergibt sich ohne Korrektur eine Bilddarstellung wie im Foto daneben.
Als Folge sind Horizontal- und Vertikalablenkfeld – über die Fläche gesehen – nicht mehr ganz orthogonal.
Die Ost-West-Korrektur ist eine tonnenförmige Amplitudenmodulation des Horizontalablenkstromes, welche der Kissenverzerrung genau entgegenwirkt.
Der Modulator ist in der Regel ein Transduktor mit nur einer Wicklung, dessen bildfrequent-tonnenförmiger Steuerstrom aus der Vertikalendstufe abgeleitet wird.
Bei Kameraobjektiven tritt die Kissenverzerrung regelmäßig auf, wenn die Objektivblende hinter dem Objektiv angebracht ist (ist bei vielen einlinsigen Objektiven (Monokeln) der Fall). Abhilfe schafft die Verwendung von mehrlinsigen Objektiven (im einfachsten Fall ein Periskop (Objektiv)) mit Blendenanordnung zwischen den Linsen.